# 1050
1050 (ML) je bilo navadno leto, ki se je po julijanskem koledarju začelo na ponedeljek.

## Dogodki
- Norveški kralj Harald Hardrada v seriji konfliktov za nasledstvo z danskim kraljem Svenom II. opustoši trgovsko naseldbino in danes pomembno arheološko najdišče Hedeby v današnji nemški zvezni deželi Schleswig-Holstein.
- Po smrti švedskega kralja Anunda Jakoba postane novi kralj Emund Stari.
- Škotski kralj Macbeth se odpravi na romanje v Rim.
- V opatiji Weltenburg na Bavarskem pričnejo variti pivo.
- Prva omemba mesta Nürnberg.

## Rojstva
- 8. november - Svjatopolk II. Izjaslavič, veliki knez Kijevske Rusije († 1113)
- 11. november - Henrik IV., rimsko-nemški cesar († 1106)
- 26. januar - Amadej II., savojski grof († 1080)

Neznan datum
- Arwa bint Ahmad, jemenska šiitska kraljica († 1138)
- Halsten Stenkilsson, švedski kralj († 1084)
- Irnerius, italijanski pravnik, učitelj rimskega prava († 1125)
- Leopold II., avstrijski mejni grof († 1095)
- Leopold Eppensteinski, koroški vojvoda, mejni grof Verone († 1090)
- Olaf III., norveški kralj († 1093)
- Peter Puščavnik, menih, voditelj križarskega pohoda ubogih († 1115)
- Roscelin iz Compiegneja, francoski filozof in teolog († 1125)
- Sawlu, burmanski kralj († 1084)
- Svjatopolk II., kijevski veliki knez († 1113)
- Waltheof Northumbrijski, zadnji anglosaksonski grof († 1076)

## Smrti
- 12. april - Alferij, italijanski opat in svetnik
- 17. maj - Guido iz Arezza, benediktanski menih in glasbeni teoretik (* 992)

Neznan datum
- Anund Jakob, švedski kralj (* 1008)
- Herleva, mati Viljema Osvajalca (* 1003)
- Surjavarman I., kmerski kralj
- Zoa Porfirogeneta, bizantinska cesarica (* 978)